# Peter Schenk (Philologe)
Peter Schenk (* 1953) ist ein deutscher Altphilologe.

## Leben
Er wurde 1984 zum Dr. phil. promoviert. Die Deutsche Forschungsgemeinschaft förderte ihn von 1990 bis 1993 mit einem Habilitationsstipendium. Seit der Habilitation 1995 und der Ernennung zum Privatdozenten ist er als Studienrat (1999–2008) und Studiendirektor (seit 2008) im Hochschuldienst am Institut für Altertumskunde der Universität zu Köln tätig. 2001 wurde er zum außerplanmäßigen Professor am Institut für Altertumskunde der Universität zu Köln ernannt. Zum Ende des Sommersemesters 2019 trat er in den Ruhestand.
Seine Forschungsschwerpunkte sind der römische Biograph Cornelius Nepos, die Literatur der römischen Kaiserzeit und die neulateinische Literatur (insbesondere Erasmus von Rotterdam).

## Schriften (Auswahl)
- Die Gestalt des Turnus in Vergils Aeneis (= Beiträge zur Klassischen Philologie. Band 164). Hain, Königstein 1984, ISBN 3-445-02344-1 (zugleich Dissertation, Köln 1983).
- Die Zurücklassung des Herakles. Ein Beispiel der epischen Kunst des Valerius Flaccus (Argonautica III 598–725) (= Abhandlungen der Akademie der Wissenschaften und der Literatur Mainz, geistes- und sozialwissenschaftliche Klasse. Jahrgang 1986, Nr. 1). Akademie der Wissenschaften und der Literatur u. a., Mainz 1986, ISBN 3-515-04692-5.
- Studien zur poetischen Kunst des Valerius Flaccus. Beobachtungen zur Ausgestaltung des Kriegsthemas in den Argonautica (= Zetemata. Band 102). Beck, München 1999, ISBN 3-406-45314-7 (zugleich Habilitationsschrift, Köln 1995).